# Death Before Dishonor XI
Death Before Dishonor XI est un pay-per-view (PPV) de catch produit par la Ring of Honor (ROH), qui était disponible uniquement en ligne. Le PPV se déroula le 20 septembre 2013 au Pennsylvania National Guard Armory à Philadelphie, en Pennsylvanie. C'était le 11e Death Before Dishonor de l'histoire de la ROH.

## Contexte
Les spectacles de la Ring of Honor en paiement à la séance sont constitués de matchs aux résultats prédéterminés par les scénaristes de la ROH. Ces rencontres sont justifiées par des storylines - une rivalité avec un catcheur, la plupart du temps - ou par des qualifications survenues au cours de shows précédant l'évènement. Tous les catcheurs possèdent un gimmick, c'est-à-dire qu'ils incarnent un personnage face (gentil) ou heel (méchant), qui évolue au fil des rencontres. Un pay-per-view comme Death Before Dishonor est donc un événement tournant pour les différentes storylines en cours.

### Tournoi pour le titre vacant de ROH World Championship
À la suite de la blessure de Jay Briscoe, le ROH World Championship est devenu vacant le 27 juillet 2013. Un tournoi comprenant 16 catcheurs a été organisé pour couronner un nouveau champion. Avant ce pay-per-view, il en reste plus que quatre (Adam Cole, Tommaso Ciampa, Michael Elgin et Kevin Steen), qui seront départagés à l'issue de cet évènement.

## Résultats
| #                                                                | Matchs, | Stipulation                                                          | Durée |
| ---------------------------------------------------------------- | --- | -------------------------------------------------------------------- | ----- |
| 1                                                                | Jay Lethal bat Silas Young | Match simple                                                         | 9:30  |
| 2                                                                | Adam Cole bat Tommaso Ciampa | Demi-finale du tournoi pour le ROH World Championship vacant         | 13:54 |
| 3                                                                | Michael Elgin bat Kevin Steen | Demi-finale du tournoi pour le ROH World Championship vacant         | 19:24 |
| 4                                                                | Forever Hooligans (Rocky Romero & Alex Koslov) (c) battent The American Wolves (Davey Richards & Eddie Edwards)                                                                   | Tag team match pour le IWGP Junior Heavyweight Tag Team Championship | 19:44 |
| 5                                                                | Adam Page bat R.D. Evans (avec Veda Scott) | Match simple                                                         | 2:02  |
| 6                                                                | Roderick Strong bat Ricky Marvin | Match simple                                                         | 12:46 |
| 7                                                                | Adrenaline RUSH (ACH et Tadarius Thomas) & C&C Wrestle Factory (Caprice Coleman et Cedric Alexander) battent Michael Bennett, Matt Taven & reDRagon (Bobby Fish et Kyle O'Reilly) | Eight-man tag team match                                             | 12:11 |
| 8                                                                | Adam Cole bat Michael Elgin | Finale pour le ROH World Championship                                | 26:33 |
| (c) désigne le(s) champion(s) défendant son titre dans le match. | |                                                                      |       |

### Détails du tournoi pour le ROH World Championship
|  | Huitièmes de finale | Huitièmes de finale |                 |       | Quarts de finale | Quarts de finale |  |  | Demi-finales | Demi-finales |  |  | Finale | Finale |
|  | Huitièmes de finale | Huitièmes de finale |                 |       | Quarts de finale | Quarts de finale |  |  | Demi-finales | Demi-finales |  |  | Finale | Finale |
|  |                     |                     |                 |       |                  |                  |  |  |              |              |  |  |        |        |
|  |                     |                     |                 |       |                  |                  |  |  |              |              |  |  |        |        |
|  |                     |                     |                 |       |                  |                  |  |  |              |              |  |  |        |        |
|  | Mark Briscoe        |                     |                 |       |                  |                  |  |  |              |              |  |  |        |        |
|  |                     |                     |                 |       |                  |                  |  |  |              |              |  |  |        |        |
|  | Adam Cole           | tombé               |                 |       |                  |                  |  |  |              |              |  |  |        |        |
|  | Adam Cole           | tombé               | Adam Cole       | tombé |                  |                  |  |  |              |              |  |  |        |        |
|  |                     |                     | Adam Cole       | tombé |                  |                  |  |  |              |              |  |  |        |        |
|  |                     | Jay Lethal          |                 |       |                  |                  |  |  |              |              |  |  |        |        |
|  | Jay Lethal          | tombé               |                 |       |                  |                  |  |  |              |              |  |  |        |        |
|  | Jay Lethal          | tombé               |                 |       |                  |                  |  |  |              |              |  |  |        |        |
|  | Sonjay Dutt         |                     |                 |       |                  |                  |  |  |              |              |  |  |        |        |
|  | Adam Cole           | tombé               |                 |       |                  |                  |  |  |              |              |  |  |        |        |
|  | Adam Cole           | tombé               |                 |       |                  |                  |  |  |              |              |  |  |        |        |
|  |                     | Tommaso Ciampa      | 13:54           |       |                  |                  |  |  |              |              |  |  |        |        |
|  | Tommaso Ciampa      | Tommaso Ciampa      | 13:54           | tombé |                  |                  |  |  |              |              |  |  |        |        |
|  | Tommaso Ciampa      |                     |                 | tombé |                  |                  |  |  |              |              |  |  |        |        |
|  | Silas Young         |                     |                 |       |                  |                  |  |  |              |              |  |  |        |        |
|  | Tommaso Ciampa      | tombé               |                 |       |                  |                  |  |  |              |              |  |  |        |        |
|  | Tommaso Ciampa      | tombé               |                 |       |                  |                  |  |  |              |              |  |  |        |        |
|  |                     | Mike Bennett        |                 |       |                  |                  |  |  |              |              |  |  |        |        |
|  | Michael Bennett     | qual.               |                 |       |                  |                  |  |  |              |              |  |  |        |        |
|  | Michael Bennett     | qual.               |                 |       |                  |                  |  |  |              |              |  |  |        |        |
|  | B.J. Whitmer        |                     |                 |       |                  |                  |  |  |              |              |  |  |        |        |
|  | Adam Cole           | tombé               |                 |       |                  |                  |  |  |              |              |  |  |        |        |
|  | Adam Cole           | tombé               |                 |       |                  |                  |  |  |              |              |  |  |        |        |
|  |                     | Michael Elgin       |                 |       |                  |                  |  |  |              |              |  |  |        |        |
|  | Karl Anderson       | tombé               |                 |       |                  |                  |  |  |              |              |  |  |        |        |
|  | Karl Anderson       | tombé               |                 |       |                  |                  |  |  |              |              |  |  |        |        |
|  | ACH                 |                     |                 |       |                  |                  |  |  |              |              |  |  |        |        |
|  | Karl Anderson       |                     |                 |       |                  |                  |  |  |              |              |  |  |        |        |
|  |                     |                     |                 |       |                  |                  |  |  |              |              |  |  |        |        |
|  |                     | Michael Elgin       | tombé           |       |                  |                  |  |  |              |              |  |  |        |        |
|  | Paul London         | Michael Elgin       | tombé           |       |                  |                  |  |  |              |              |  |  |        |        |
|  |                     |                     |                 |       |                  |                  |  |  |              |              |  |  |        |        |
|  | Michael Elgin       | tombé               |                 |       |                  |                  |  |  |              |              |  |  |        |        |
|  | Michael Elgin       | tombé               | Michael Elgin   | soum. |                  |                  |  |  |              |              |  |  |        |        |
|  |                     |                     | Michael Elgin   | soum. |                  |                  |  |  |              |              |  |  |        |        |
|  |                     | Kevin Steen         | 19:24           |       |                  |                  |  |  |              |              |  |  |        |        |
|  | Matt Taven          | Kevin Steen         | 19:24           |       |                  |                  |  |  |              |              |  |  |        |        |
|  |                     |                     |                 |       |                  |                  |  |  |              |              |  |  |        |        |
|  | Roderick Strong     | tombé               |                 |       |                  |                  |  |  |              |              |  |  |        |        |
|  | Roderick Strong     | tombé               | Roderick Strong |       |                  |                  |  |  |              |              |  |  |        |        |
|  |                     |                     |                 |       |                  |                  |  |  |              |              |  |  |        |        |
|  |                     | Kevin Steen         | tombé           |       |                  |                  |  |  |              |              |  |  |        |        |
|  | Brian Kendrick      | Kevin Steen         | tombé           |       |                  |                  |  |  |              |              |  |  |        |        |
|  |                     |                     |                 |       |                  |                  |  |  |              |              |  |  |        |        |
|  | Kevin Steen         | soum.               |                 |       |                  |                  |  |  |              |              |  |  |        |        |
|  | Kevin Steen         | soum.               |                 |       |                  |                  |  |  |              |              |  |  |        |        |